# Głogowiany-Stara Wieś
Głogowiany-Stara Wieś – wieś w Polsce położona w województwie małopolskim, w powiecie miechowskim, w gminie Książ Wielki.
W latach 1975–1998 miejscowość należała administracyjnie do województwa kieleckiego. Integralna część miejscowości: Kustodia.